# Dom Callicrate
Dominic Leo Callicrate (South Bend, Indiana, 1885. szeptember 17. – Brookings, Oregon, 1979. május 30.) amerikai amerikaifutball-játékos és -edző, atlétikai igazgató, építőmérnök.

## Pályafutása
1905-ben a Notre Dame Fighting Irish endje, 1906–1907-ben pedig halfbackje volt; 1906-ban az 1907-es csapat kapitányává választották. 1908-ban a Notre Dame Egyetemen építőmérnöki diplomát szerzett.
1909 és 1916 között a Columbia Egyetem (ma Portlandi Egyetem) atlétikai igazgatója és amerikaifutball-edzője volt.
1955-ig a Foster & Kleiser építőmérnöke volt.

## Fordítás
- Ez a szócikk részben vagy egészben  a   Dom Callicrate című angol Wikipédia-szócikk ezen változatának fordításán alapul.  Az eredeti cikk szerkesztőit annak laptörténete sorolja fel. Ez a jelzés csupán a megfogalmazás eredetét és a szerzői jogokat jelzi, nem szolgál a cikkben szereplő információk forrásmegjelöléseként.